# Saulnierville
Saulnierville est un village de pêche du comté de Digby en Nouvelle-Écosse. Il fait partie de la municipalité de district de Clare.
Saulnierville abrite la plus importante usine de transformation de poisson, la Comeau Sea Foods, qui a commencé ses opérations en 1946. Il a aussi l'une des plus vieilles églises de la région, Sacré-Cœur, qui fut érigée en 1880.
Le village fut fondé en 1785 par un dénommé Saulnier qui avait reçu une concession du roi de France quand il vint en Amérique.

## Culture

### Personnalités
- Ambroise-Hilaire Comeau (Bas-Saulnierville, 1859 - 1911), cordonnier, commerçant et homme politique.
- Léger Comeau (Saulnierville, 1920 - 1996), prêtre, professeur, administrateur, entrepreneur culturel, président de la Société nationale de l'Acadie et nationaliste acadien.
- Bernardin Comeau (Saulnierville, 1918 - ?), cofondateur de "Comeau Sea Foods / Les fruits de mer Comeau", la plus importante entreprise familiale de pêche au Canada.
- Julius Comeau (Saulnierville, 1920 - ?), dentiste, nationaliste acadien, et cofondateur en 1955 du plus ancien Festival Acadien au pays.
- Phil Comeau (Bas-Saulnierville, 1956 - ?), cinéaste (réalisateur et scénariste de films) et nationaliste acadien.
- Germaine Comeau (Bas-Saulnierville, 1948 - ? ), auteur et dramaturge.
- Kenneth Saulnier (Station-de-Saulnierville, 1956 - ? ), musicien et chanteur
- Johnny Comeau (Station-de-Saulnierville, 1958 - ? ), violonneux.